# فرانك هوارد (لاعب كرة قدم أمريكية)
فرانك هوارد (بالإنجليزية: Frank Howard)‏ هو لاعب كرة قدم أمريكية أمريكي، ولد في 25 مارس 1909 في Barlow Bend, Alabama ‏ في الولايات المتحدة، وتوفي في 26 يناير 1996.